# سیارک ۱۰۳۸۹
سیارک ۱۰۳۸۹ (به انگلیسی: 10389 Robmanning، نامگذاری:1997LD) ده هزار و سیصد و هشتاد و نهمین سیارک کشف شده‌است که در ۱ ژوئن ۱۹۹۷ کشف شد.